# آلتن (تگزاس)
آلتن (به انگلیسی: Alton) شهری در شهرستان ایدالگو ایالت تگزاس از ایالات جنوبی ایالات متحده آمریکا است. در سرشماری سال ۲۰۰۰، جمعیت این شهر ۴،۳۸۴ اعلام شد.